# Richard Cromwell
Richard Cromwell (født 4. oktober 1626, død 12. juli 1712) var Oliver Cromwells 3. søn. Han var Lord Protector af England, Skotland og Irland (Commonwealth of England) i otte måneder fra 3. september 1658 til 25. maj 1659.